# Michał Radecki
Michał Radecki herbu Godziemba (zm. 1778/1783) – podstoli grabowiecki w 1769 roku, podstarości buski w latach 1768–1769, pisarz grodzki horodelski w 1764 roku, regent ziemski bełski w latach 1762–1763.